# Synagoga Rumbach w Budapeszcie
Synagoga Rumbach w Budapeszcie (węg. Rumbach utcai zsinagóga) – synagoga zbudowana w konwencji historyzmu wg projektu Otto Wagnera znajdująca się w Budapeszcie, przy ulicy Rumbach Sebestyén 11-13.

## Historia
W 1867 po wprowadzeniu równouprawnienia Żydów na Węgrzech w l. 1868-1869 obradował w Budapeszcie Krajowy Kongres Żydów na Węgrzech i Siedmiogrodzie. Jego głównym zadaniem było ustalenie organizacji religijnej - gminy żydowskiej. Na kongresie spierały się ze sobą trzy nurty: liberalny, ortodoksyjny oraz zwolenników kompromisu pomiędzy dwoma poprzednimi (status quo ante). Ponieważ zwolennicy synagogi postępowej dominowali wśród Żydów węgierskich to właśnie oni użytkowali powstałą  w l. 1854-1859 Wielką Synagogę przy ul. Dohány. Wobec tego zwolennicy ortodoksji i kierunku kompromisowego postanowili zbudować własną synagogę. Po rozpisaniu konkursu w 1870 wygrał go projekt wiedeńskiego architekta Otto Wagnera. Robotami budowlanymi pokierował  jego kolega - Maurus Kallina. Oprócz synagogi, której działalność zainaugurowano 1 października 1872 r., wybudowano przyległy dom z mieszkaniami dla rabinów, nauczycieli i pracowników, a także pokoje do nauki i szkołę dla dziewcząt. Budynek synagogi był użytkowany do II wojny światowej. W 1941 władze węgierskie umieściły w synagodze ośrodek tymczasowego zakwaterowania dla żydowskich uchodźców z zagranicy. Później był częścią getta. Synagoga została poważnie uszkodzona w 1944 r. Po zakończeniu działań wojennych opuszczona - systematycznie niszczała. Mimo że jest ona obiektem zabytkowym to jej częściowa renowacja miała miejsce dopiero w latach 80. XX wieku. Jego przyszłość do niedawna była bardzo niepewna - w sytuacji gdy pierwotnie go posiadająca społeczność religijna przestała istnieć. W 2021 r. w obiekcie umieszczono Żydowskie Muzeum Etnograficzne obejmujące swym zainteresowaniem obszar historycznych Węgier.

## Kompleks synagogi
Podobnie jak wiele ówczesnych synagog, synagoga przy ulicy Rumbach została zbudowana w stylu neomauretańskim. Realizując wymogi konkursu - w którym zamawiający zażądali aby powstający obiekt był budynkiem okazałym i reprezentacyjnym mogącym konkurować z istniejącą już Wielką Synagogą - Wagner zaprojektował go na planie prostokąta na ponad 1000 osób. Nad dekoracyjną fasadą budynku dominuje ryzalit centralny, który flankują dwie przypominające minaret wieże, wznoszące się ponad wysokość budynku. Pomiędzy wieżami ryzalit wieńczą tablice praw Mojżesza (Dekalogu). Fasada synagogi tworzy całość z fasadą budynku mieszkalnego. Ściany pomalowane są w czerwono-żółte pasy. Wnętrze synagogi na planie ośmioboku flankowane jest ośmioma żeliwnymi kolumnami podtrzymującymi kopułę. W centrum znajduje się kapliczka Tory i mównica, zgodnie z tradycją konserwatywną. Okna zaprojektowano w taki sposób, aby zbędne było nadmierne wykorzystanie światła sztucznego. Ponadto, przy pewnym padaniu światła, promienie słoneczne kierowane są bezpośrednio na kapliczkę Tory pośrodku. Ściany wnętrza są bogato zdobione.

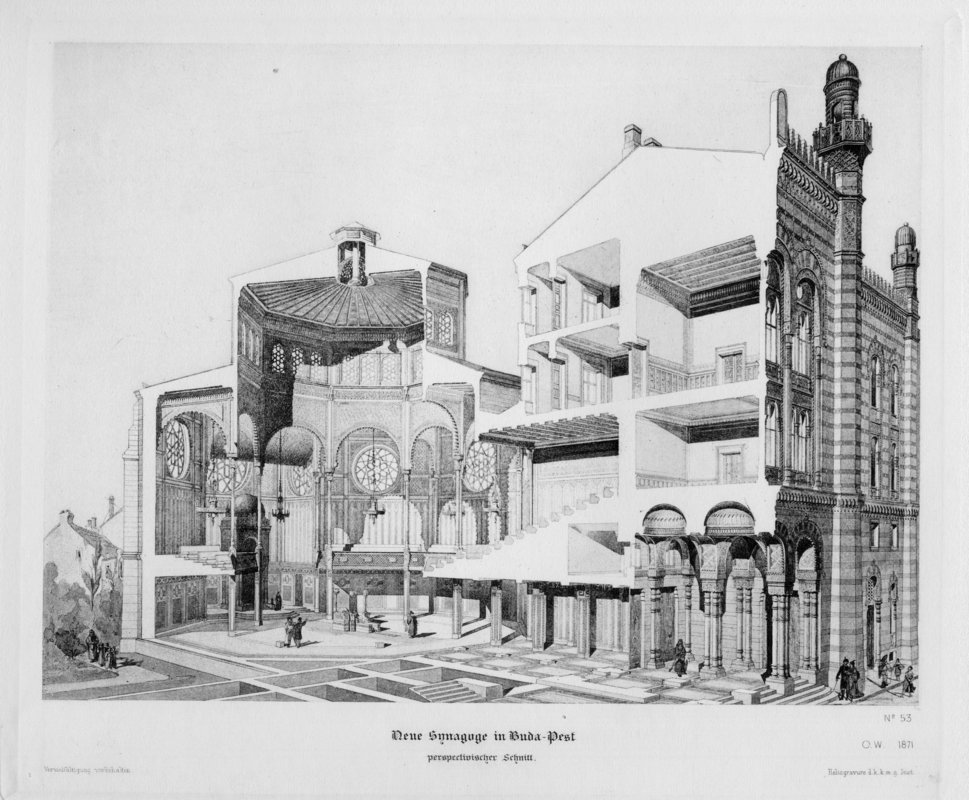
Wizualizacja projektu synagogi Otto Wagnera (1870)
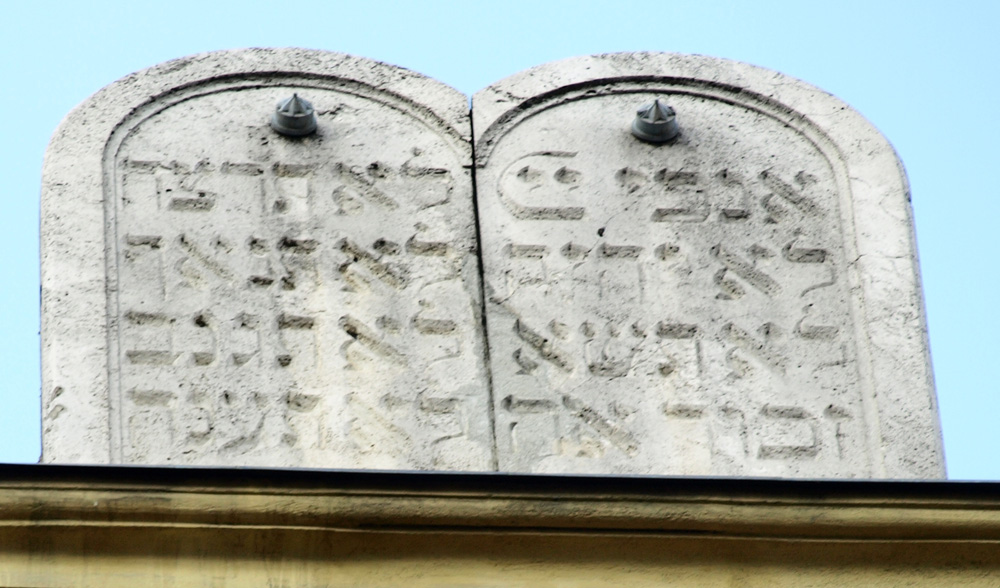
Tablice Mojżeszowe na fasadzie
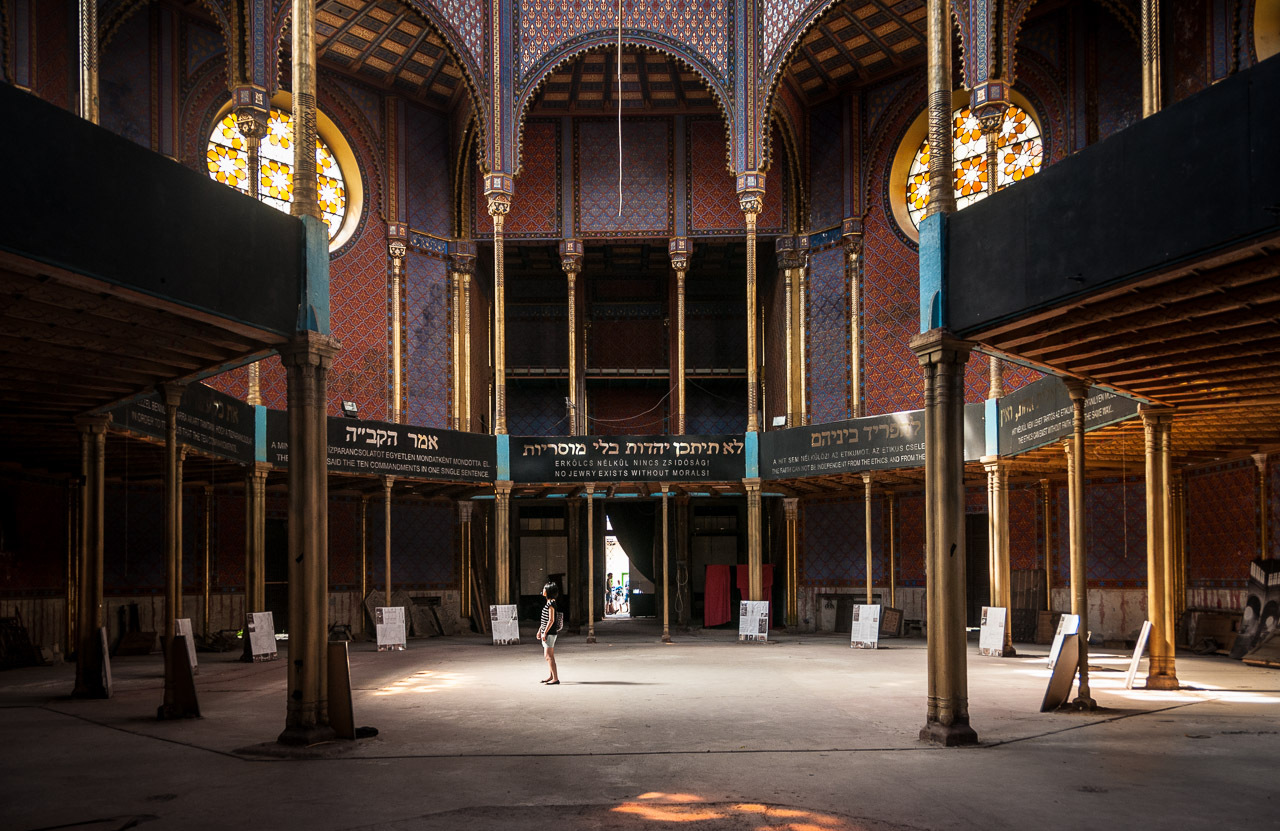
Widok ogólny wnętrza synagogi
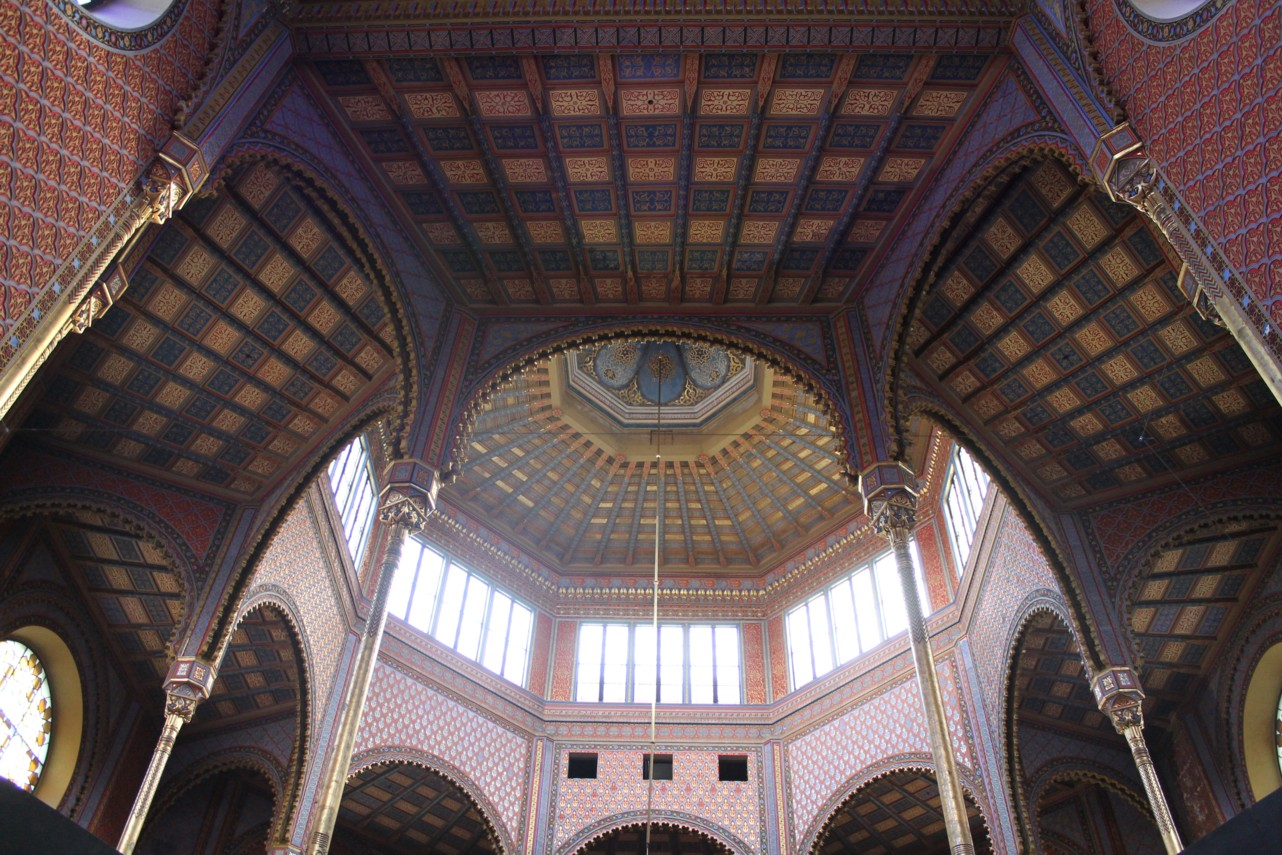
Wnętrze synagogi - rzut na kopułę
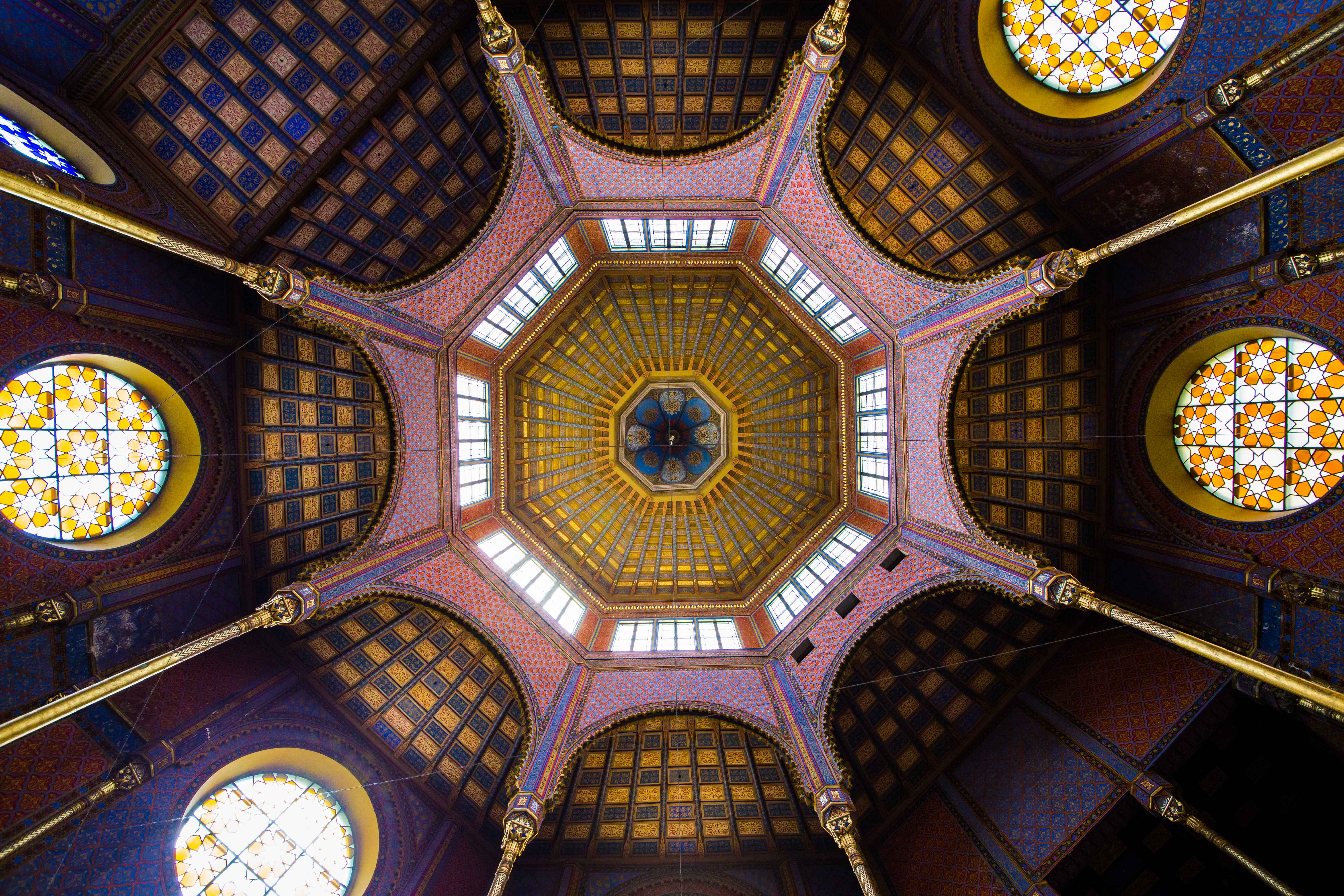
Wnętrze synagogi - rzut na kopułę
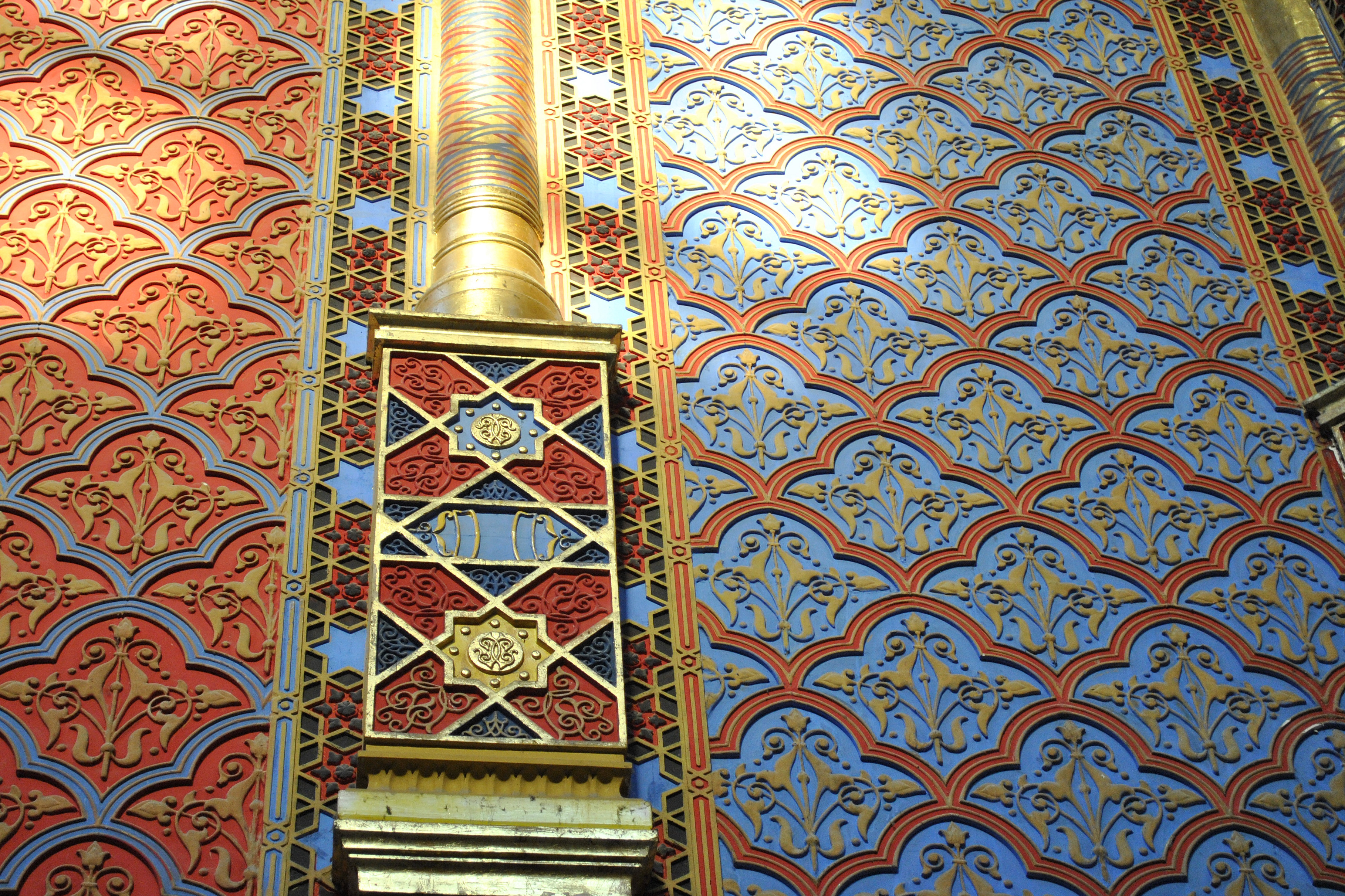
Dekoracja ścian synagogi wewnątrz

## Literatura
Julia Kaldori: Jüdisches Budapest. Wien 2004, S. 54–57